# 熊本県道326号碇石中田線
熊本県道326号碇石中田線（くまもとけんどう326ごう いかりいしなかだせん）は、熊本県天草市を通る一般県道である。

## 概要
天草市新和町の山側を走る。大宮地から中田への山線ルートである。

### 路線データ
- 起点：熊本県天草市新和町碇石（熊本県道287号大宮地宮地岳線交点）
- 終点：熊本県天草市新和町中田（熊本県道26号本渡牛深線交点）
- 認定日：1973年（昭和48年）3月31日

## 路線状況

### 重複区間
- 熊本県道289号大多尾新合線（天草市新和町碇石）

## 地理

### 通過する自治体
- 天草市

### 交差する道路
| 交差する道路                           | 交差する場所 | 交差する場所 |
| -------------------------------------- | ------------ | ------------ |
| 熊本県道287号大宮地宮地岳線            | 新和町碇石   | 起点         |
| 熊本県道289号大多尾新合線 重複区間起点 | 新和町碇石   |              |
| 熊本県道289号大多尾新合線 重複区間終点 | 新和町碇石   |              |
| 熊本県道26号本渡牛深線                 | 新和町中田   | 終点         |